# Лебединский горно-обогатительный комбинат
Лебединский ГОК (Лебединский горно-обогатительный комбинат) — один из ведущих российских производителей железорудного сырья, крупнейший в Европе производитель горячебрикетированного железа (ГБЖ). Компания расположена в городе Губкин Белгородской области. Входит в компанию «Металлоинвест».

## История

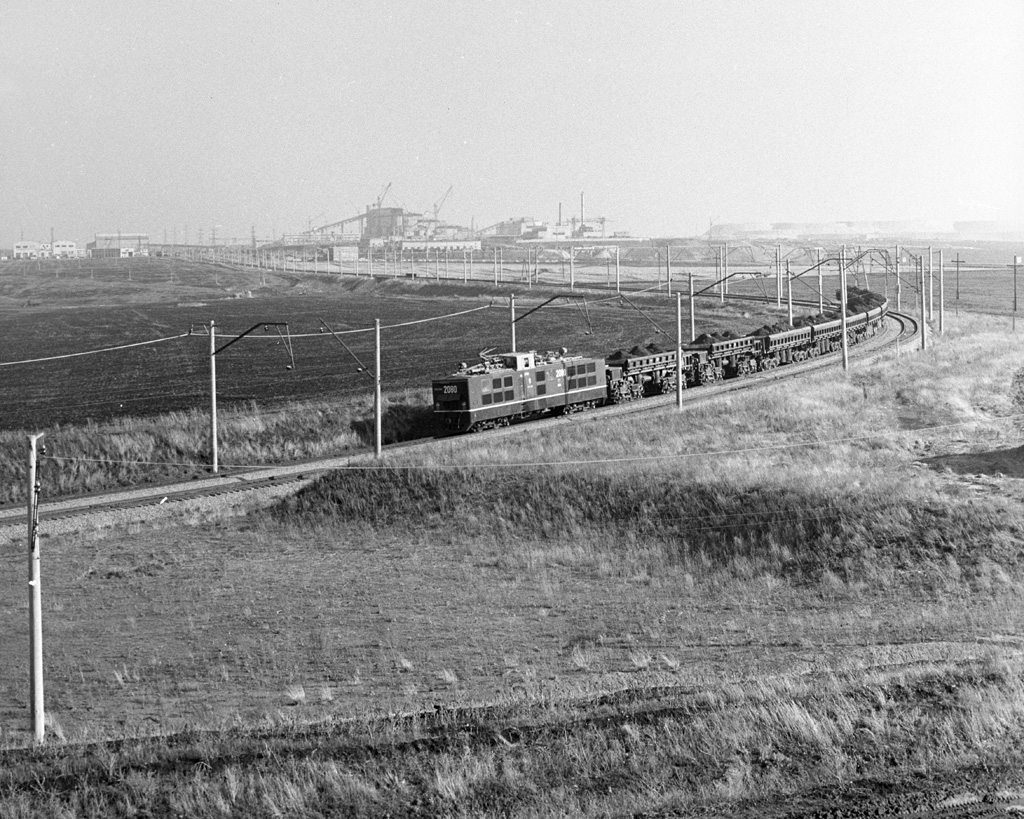
Всесоюзная ударная комсомольская стройка Лебединского горно-обогатительного комбината. 1972 год. Поезд с рудой ведёт тяговый агрегат ЭЛ10.

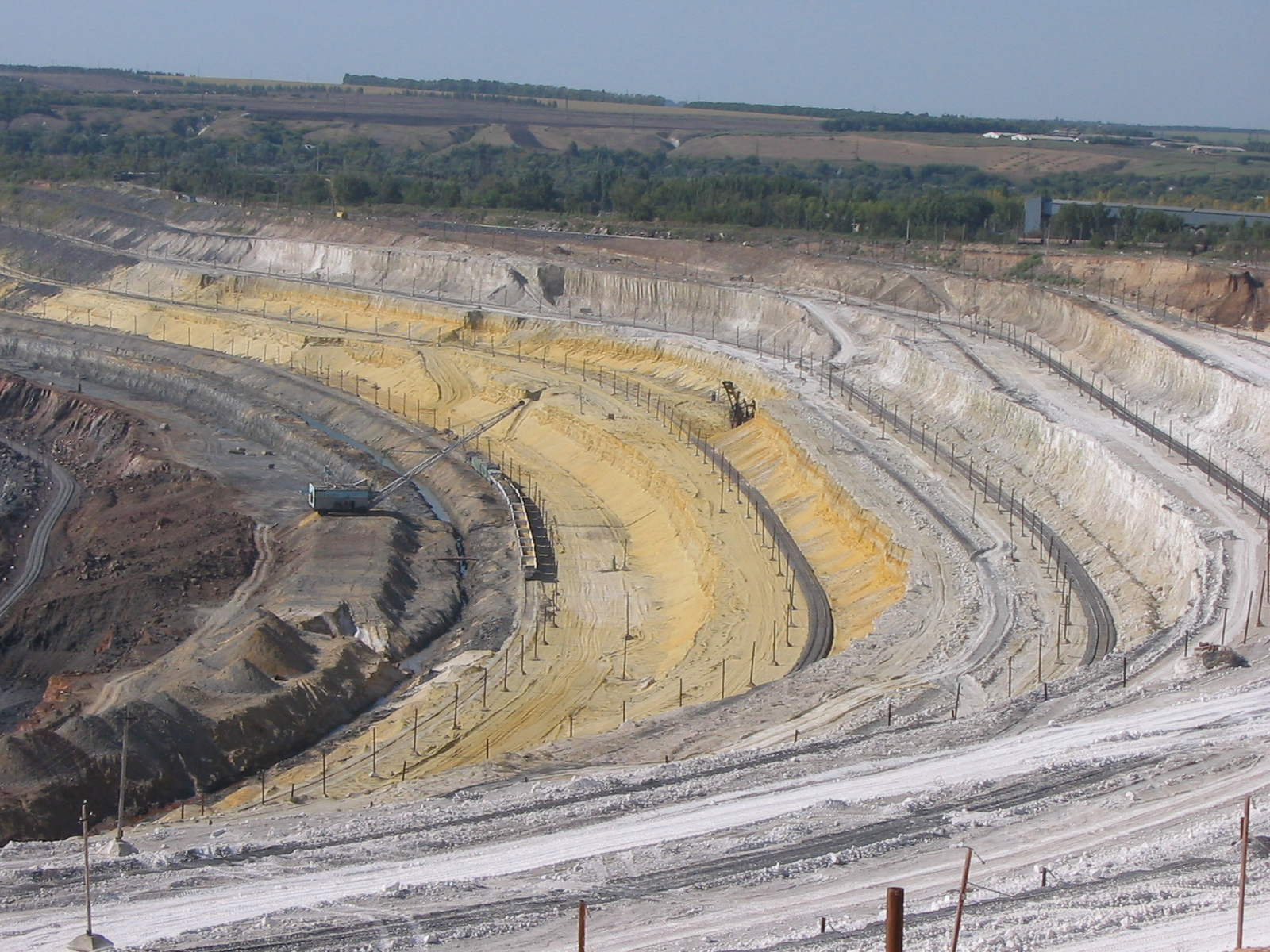
Карьер Лебединского ГОКа. 2004 г.

20 июля 1967 года принято Постановление Правительства СССР о строительстве в городе Губкин Белгородской области горно-обогатительного комбината на базе Лебединского месторождения железных руд Курской магнитной аномалии.
В 1971 году введён в эксплуатацию Лебединский кварцитный карьер.
В 1972 году Лебединский ГОК, получивший своё название по имени месторождения, дал первую продукцию — железорудный концентрат.
В 1975 году в строй действующих введена фабрика окомкования.
С 1985 году начат промышленный выпуск высококачественного концентрата с содержанием железа 70 % и более.
В 1992 году ГОК прошел процесс приватизации, и получил наименование Открытое акционерное общество «Лебединский горно-обогатительный комбинат».
С 2004 года единым исполнительным органом и управляющей организацией Лебединского ГОКа является ООО «Газметаллпроект».
2006 год — полномочия единоличного исполнительного органа ОАО «Лебединский ГОК» переданы управляющей компании ООО «УК Металлоинвест».

## Экология

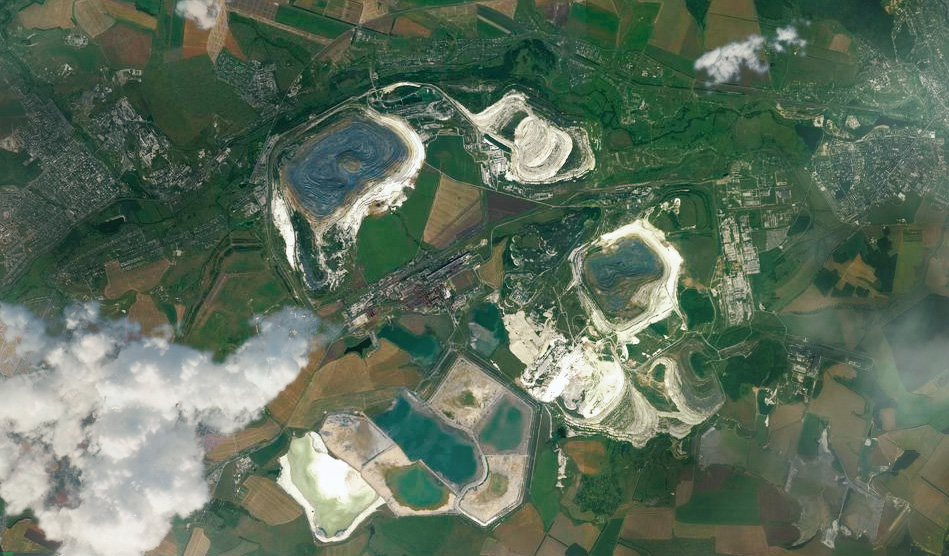
Карьеры по добыче железной руды между Губкином и Старым Осколом. Самое большое тёмное пятно — карьер ЛГОКа.

Максимальная ширина карьера Лебединского ГОКа — 5 км, глубина — 600 метров. Он дважды внесён в Книгу рекордов Гиннеса. В воздухе над Лебединским и, расположенным по соседству, Стойленским карьерами почти постоянно висит овальное пылевое облако радиусом около 40 км. В связи с постоянным откачиванием из карьеров грунтовых вод, образовалась депрессионная (обессушивающая) воронка площадью около 300 кв. километров. Максимальные понижения уровней подземных вод на карьерах и шахтах в городах Губкин и Старый Оскол составляют 200—250 м.

## Взрыв в Лебединском карьере
11 августа 1993 года в карьере входящего в Белгородское Рудоуправление Лебединского горнообогатительного комбината произошёл несанкционированный преждевременный взрыв ряда скважинных зарядов и взрывной сети с предполагаемым задействованием промышленного взрывчатого вещества в количестве, превышающем 200 тонн.
В результате взрыва погибло 12 человек, травмы различной тяжести получили 8 человек, было повреждено 13 единиц техники.

## Санкции
12 апреля 2023 года, на фоне вторжения России на Украину, холдинг «Металлоинвест» и Лебединский горно-обогатительный комбинат были включены в блокирующие санкционные списки США и Великобритании как компании связанные с Алишером Усмановым, который попал под санкции США, Евросоюза, Великобритании и ряда других стран после нападения России на Украину как «ответственный за финансирование агрессии».

## Результаты деятельности
- В 2012 году комбинат выпустил 21,2 млн т концентрата, из них 8,7 млн т железорудных окатышей[3].
- Крупнейший производитель товарного ГБЖ в России[3].

## Основные потребители
- Новолипецкий металлургический комбинат
- Оскольский электрометаллургический комбинат
- Челябинский электрометаллургический комбинат
- Орско-Халиловский металлургический комбинат